# Curtiss P-36
Die Curtiss P-36 Hawk, auch bekannt als Hawk Model 75, war ein US-amerikanisches Jagdflugzeug von Curtiss-Wright. Sie war mit knapp 1100 gebauten Flugzeugen ein bedeutender wirtschaftlicher Erfolg für den Hersteller, bis dieser 1939 parallel mit der Serienproduktion des Nachfolgers Curtiss P-40 begann. Der Buchstabe „P“ war im damaligen Bezeichnungssystem für Flugzeuge der US-Streitkräfte für Jäger (Pursuit) reserviert.
In den 1930er-Jahren gehörte die Curtiss Hawk zusammen mit der US-amerikanischen Seversky P-35, der britischen Supermarine Spitfire und der deutschen Messerschmitt Bf 109 zu einer neuen Generation von Tiefdecker-Jagdflugzeugen, die sich durch eine geschlossene Pilotenkanzel, Einziehfahrwerk und eine Ganzmetallkonstruktion von Flugzeugrumpf (Zelle) und Tragflächen auszeichneten.
Zu Beginn des Zweiten Weltkrieges war das Modell bereits technisch veraltet und daher beim US Army Air Corps (USAAC) nur begrenzt im Kampfeinsatz. In größerem Rahmen flogen P-36 bei der französischen Armée de l’air sowie in Luftstreitkräften des Britischen Commonwealth und der Republik China.
Dieser Artikel umfasst auch die auf der P-36 basierenden Prototypen YP-37 und XP-42.

## Entwicklungsgeschichte
Die Model 75 wurde von Curtiss-Wright in Eigeninitiative entwickelt. Chefingenieur Donovan Berlin, ein ehemaliger Northrop-Mitarbeiter, konstruierte das Flugzeug im Jahr 1934. Der erste Prototyp war eine Ganzmetallkonstruktion mit stoffbespannten Steuerflächen, besaß einen 14-Zylinder-Doppelsternmotor Wright XR-1670-5 mit 900 PS (671 kW) Leistung und eine für das USAAC typische Bewaffnung mit zwei durch den Propellerkreis feuernden (synchronisierten) Maschinengewehren der Kaliber 7,62 mm (.30 AN/M2) und 12,7 mm (M2). Ebenso typisch für die Zeit waren das Fehlen einer Panzerung oder selbstabdichtender Treibstofftanks. Das nach hinten einziehbare Hauptfahrwerk, dessen Räder beim Einfahren um 90 Grad gedreht wurden, damit sie nicht über die Flächenunterseite herausragten, war eine Lizenzkonstruktion von Boeing.
Der Prototyp erreichte bei den ersten Testflügen im Mai 1935 eine Geschwindigkeit von 452 km/h in einer Höhe von 3050 m. Am 27. Mai flog der Prototyp zum Wright Field in Ohio, um an einem Vergleichsfliegen für ein einsitziges Jagdflugzeug des USAAC teilzunehmen. Der Wettbewerb fand jedoch nicht statt, da das Konkurrenzprodukt der Firma Seversky auf dem Weg zum Treffen verunglückte. Curtiss nutzte die Verzögerung, um den unzuverlässigen Motor durch einen Wright XR-1820-39 Cyclone mit 950 PS (709 kW) zu ersetzen und im rückwärtigen Teil der Flugzeugzelle eine Einbuchtung für bessere Sicht nach hinten anzubringen. Der neue Prototyp wurde als Model 75B, die Version mit dem R-1670 nachträglich als Model 75D bezeichnet.
Das Vergleichsfliegen fand dann im April 1936 statt. Unglücklicherweise lieferte der neue Motor nicht seine Nennleistung und das Flugzeug erreichte nur 460 km/h. Sieger wurde trotz ihrer unterdurchschnittlichen Leistung und dem höheren Kaufpreis die Konkurrentin Seversky P-35. Seversky wurde ein Auftrag über 77 Flugzeuge erteilt. Am 16. Juni 1936 erhielt Curtiss jedoch einen Auftrag des USAAC über drei Prototypen mit der Bezeichnung Y1P-36. Besorgnis über die politische Lage in Europa und die mangelnde Termintreue Severskys bei der Lieferung der P-35 führten dazu, dass das USAAC ein Ersatzjagdflugzeug forderte. Die Y1P-36 (Model 75E) wurde von einem Sternmotor Pratt & Whitney R-1830-13 Twin Wasp mit 900 PS (671 kW) angetrieben. Die Einbuchtung im hinteren Teil des Rumpfs wurde um ein Kabinenfenster erweitert. Die Truppenerprobung verlief so erfolgreich, dass Curtiss am 7. Juli 1937 einen Auftrag über 210 P-36A erhielt. Der Lieferpreis betrug 4.113.550 US-Dollar, für diese Zeit eine gewaltige Summe.

### Curtiss YP-37

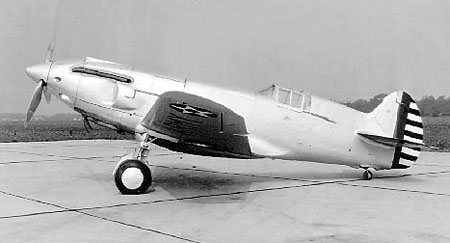
Curtiss YP-37

Anfang des Jahres 1937 bekam Curtiss vom USAAC den Auftrag, eine P-36 mit dem neuen flüssigkeitsgekühlten 12-Zylinder-V-Motor Allison V-1710 mit Turbolader und einer Leistung von 1150 PS (858 kW) auszurüsten. Für die XP-37 wurde die Originalflugzeugzelle des Modells 75 verwendet. Die Kühler wurden zu beiden Seiten des Rumpfs montiert. Um die richtige Schwerpunktlage zu erreichen und um Platz für die Kühler zu schaffen, wurde das Cockpit weiter nach hinten versetzt. Beim Erstflug im April 1937 konnte eine Geschwindigkeit von 547 km/h in einer Höhe von 6100 m erreicht werden. Das USAAC war von der zugesagten Leistung so fasziniert, dass trotz des höchst unzuverlässigen Turboladers und einer Sicht aus dem Cockpit, die bei Start und Landung gleich Null war, 13 Vorserienmaschinen YP-37 bestellt wurden. Der Erstflug erfolgte im Juni 1939 mit einer verbesserten Aerodynamik und einem zuverlässigeren Turbolader. Allerdings blieb der Motor unzuverlässig und das Projekt wurde zugunsten einer anderen Curtiss-Konstruktion, der P-40, gestrichen.

### Curtiss XP-42
Um die Aerodynamik der luftgekühlten Kolbenmaschinen zu verbessern, wurde die vierte Produktions-P-36A (Seriennummer 38-004) mit der langen stromlinienförmigen Verkleidung eines flüssigkeitsgekühlten Motors ausgestattet. Zwölf verschiedene Konstruktionen wurden mit wenig Erfolg getestet – obwohl das Flugzeug schneller als eine reguläre P-36A war, gelang es nicht, die Probleme mit der Kühlung des Motors zu beheben. Da die neue P-40 schneller war, wurde das Projekt ausgesetzt. Am Ende ihrer Dienstzeit erhielt die einzige XP-42 eine vollbewegliche Höhenflosse, um diese Konfiguration des Höhenleitwerks zu untersuchen.

## Einsatz

### Die Hawk in den USA

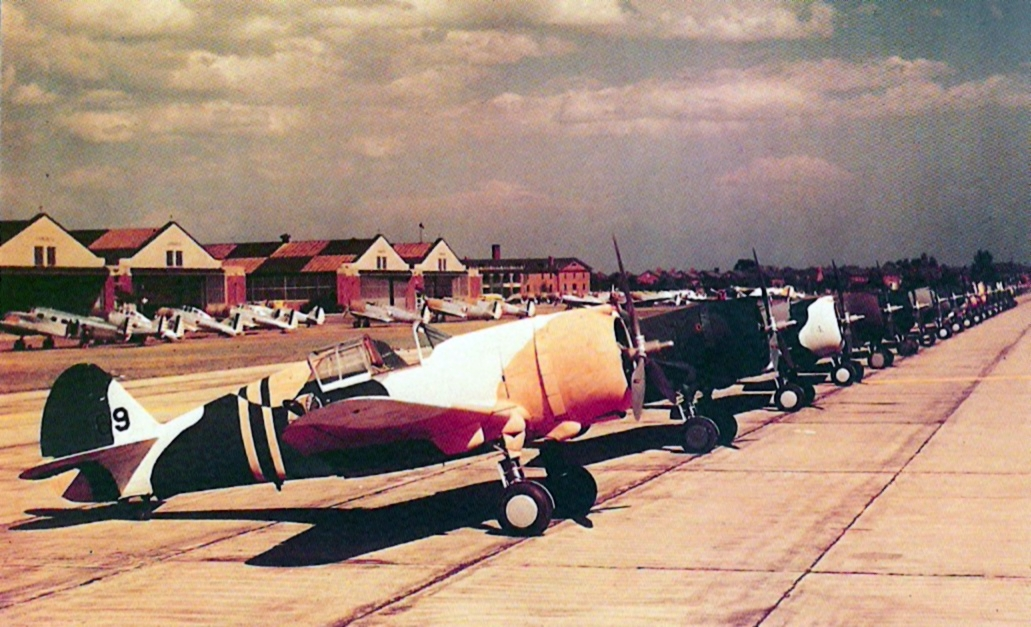
P-36C der 27. Jagdstaffel bei den National Air Races, 1939

Die ersten produzierten P-36A gingen im April 1938 an die 20th Pursuit Group in Barksdale Field in Louisiana. Der Flugbetrieb litt unter zahlreichen Kinderkrankheiten; es gab Schwierigkeiten mit dem Auspuffsystem, Verwerfungen im Fahrwerksschacht sowie an bestimmten Stellen des Rumpfes aufgrund von Festigkeitsproblemen der Zelle. Viele Monate konnte nur mit Einschränkungen geflogen werden. Kaum waren alle Probleme gelöst, galt die P-36 als veraltet und wurde an Ausbildungseinheiten oder an Einheiten in Übersee abgegeben. Einen kurzen ruhmreichen Auftritt hatte die P-36 während des Angriffs auf Pearl Harbor am 7. Dezember 1941. Vier von 39 dort stationierter P-36 konnten starten und schossen zwei japanische Nakajima-B5N-Bomber ab. Leutnant G. H. Sterling erzielte dabei den ersten US-Luftsieg im Zweiten Weltkrieg. Dies blieb der einzige Kampfeinsatz der P-36 auf Seiten des USAAC. Im März 1942 wurden zehn USAAC P-36A nach Brasilien überführt.

### Die Hawk in Frankreich

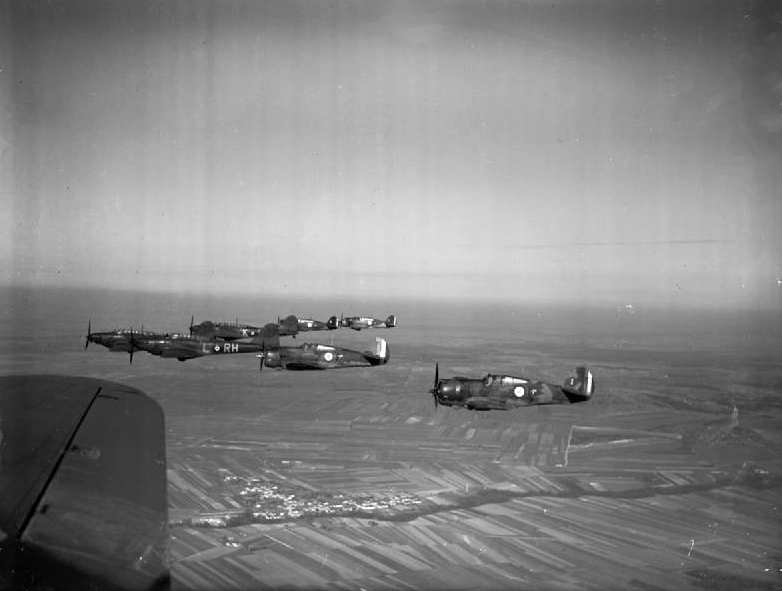
Hawk 75 der CG 1/2 mit Fairey Battle, No. 88 Sqn, RAF, 1940

Während der P-36 in den USA nur eine kurze Karriere beschieden war, wurde sie im Ausland umso mehr geflogen. Kurz bevor die P-36A in die Produktion ging, begann die französische Luftwaffe mit Curtiss über die Lieferung von 300 Jagdflugzeugen zu verhandeln. Da die Kosten des Curtiss-Jagdflugzeugs doppelt so hoch waren wie die der französischen Morane-Saulnier M.S.406 und der Bloch MB.150 und der Lieferplan als zu zögerlich erachtet wurde, gestalteten sich die Verhandlungen sehr langwierig. Auch widersetzte sich das USAAC dem Kauf, da es mit den inländischen Produktionszahlen nicht zufrieden war und glaubte, dass der Export ebenfalls nicht hilfreich sei. Schließlich bedurfte es der direkten Intervention von US-Präsident Franklin Roosevelt. Der französische Testpilot Michel Detroyat bekam die Möglichkeit, die Y1P-36 zu fliegen. Die Begeisterung Detroyats, Probleme mit der MB.150 und das Tempo der deutschen Wiederaufrüstung zwangen schließlich Frankreich, 100 Flugzeuge und 173 Motoren zu kaufen. Die erste Hawk 75A-1 traf im Dezember 1938 in Frankreich ein und wurde im März 1939 in Dienst gestellt. Nach dem 16. Exemplar wurden die Flugzeuge getrennt nach Unterbaugruppen geliefert und von der Societe Nationale de Constructions Aéronautiques du Centre in Bourges montiert.

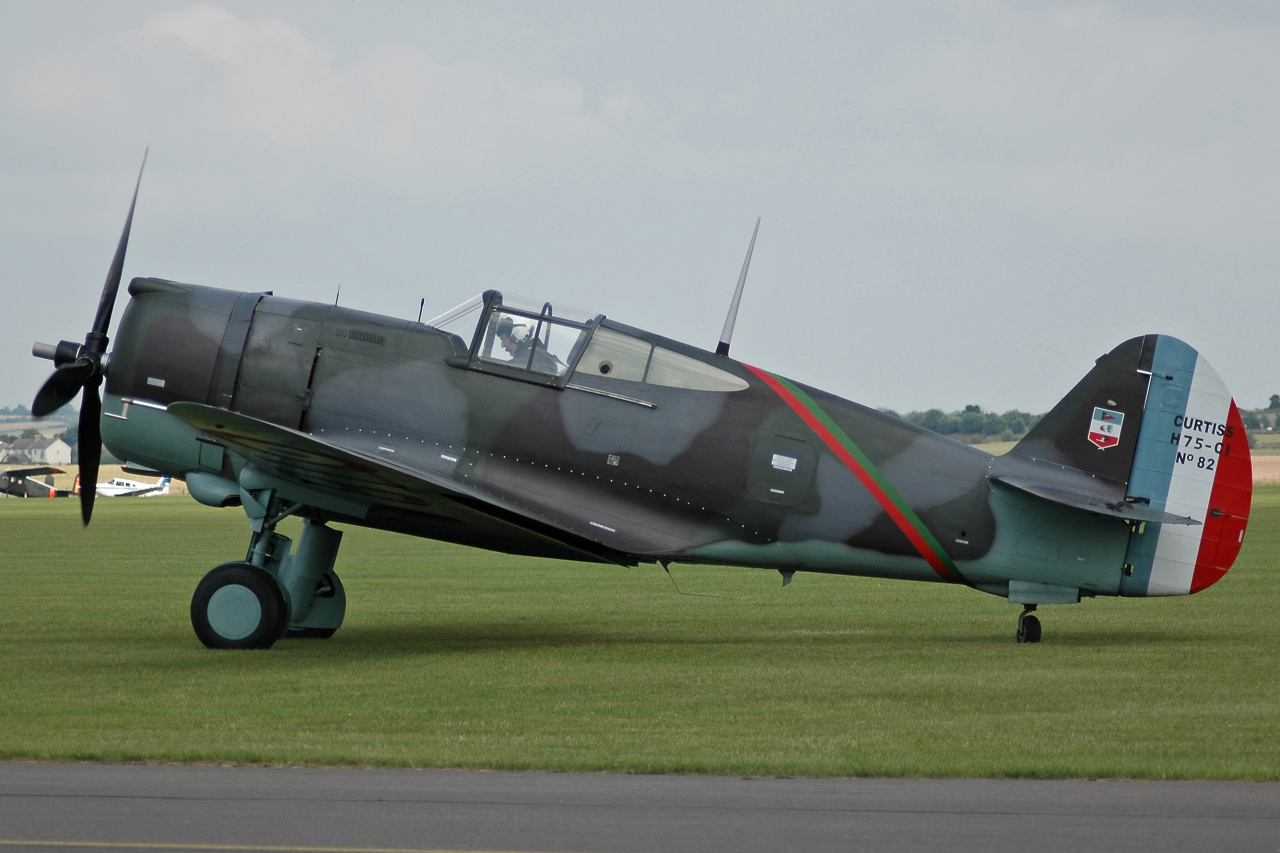
Erhaltene Hawk 75A-1 in den Farben der Armee de’l Air

Das Flugzeug mit der offiziellen Bezeichnung Curtiss H75-C1 hatte einen Pratt & Whitney-R-1830-SC-G-Motor mit 900 PS (671 kW). Instrumente, Waffen- und Sauerstoffanlage stammten aus Frankreich und waren im metrischen System gefertigt. Der Pilotensitz wurde modifiziert, um den Rückenfallschirm von Lemercier aufnehmen zu können. Im Gegensatz zu amerikanischen und britischen Flugzeugen lieferte der Motor nur dann volle Leistung, wenn der Leistungshebel ganz zurückgezogen wurde. Die Bewaffnung bestand aus vier 7,62-mm-Browning-MG. Die ersten Tests in Frankreich offenbarten einige Mängel, unter anderem ein zu komplexes Treibstoffsystem, zu schwache Bewaffnung, zu schwache Panzerung und in großen Höhen einfrierende MG. Mit der Zeit wurden alle Schwächen des Flugzeugs korrigiert und bei Kriegsbeginn hatte die Armée de l’air 291 Hawk 75As im Dienst. Am 8. September 1939 erzielte die Groupe de Chasse II/4 mit dem Abschuss von zwei Messerschmitt Bf 109E die ersten Luftsiege der Westalliierten im Zweiten Weltkrieg. Vom 10. Mai bis zum 24. Juni 1940 errangen die Franzosen 230 bestätigte und 80 unbestätigte Abschüsse mit der Hawk 75 bei nur 29 eigenen Verlusten. Von elf französischen Flieger-Assen flogen sieben die Hawk. Das führende Flieger-Ass war Lt. Edmond Marin La Meslée mit 15 bestätigten und fünf unbestätigten Luftsiegen. Die von den Deutschen erbeuteten Flugzeuge wurden vom Vichy-Regime gegen die Alliierten eingesetzt. Während der Operation Torch in Nordafrika kämpften die Vichy-Flugzeuge gegen die US Navy. Im Luftkampf gegen Grumman F4F Wildcats verloren die Franzosen 15 Flugzeuge bei sieben eigenen Abschüssen.

### Die Hawk in Finnland
Nach dem Waffenstillstand von Compiègne genehmigte Deutschland den Verkauf der erbeuteten französischen Hawks an Finnland im Oktober 1940. Insgesamt wurden 44 Flugzeuge in drei Lieferungen vom 23. Juni 1941 bis zum 5. Januar 1944 an Finnland abgegeben. Nicht alle stammten aus französischen Beständen, einige davon waren ursprünglich an Norwegen verkauft worden. Dort erbeuteten sie die Deutschen während des Unternehmens Weserübung.
Die Hawk war während ihrer Dienstzeit in Finnland ein sehr beliebtes Jagdflugzeug, das mit gutem Erfolg eingesetzt wurde. Im Zeitraum von 1941 bis 1944 erzielten mit der Hawk 58 Piloten 190 1/3 Abschüsse. Das finnische Flieger-Ass Kyösti Karhila errang 13 1/4 seiner 32 Luftsiege mit der Hawk, die meisten Luftsiege mit der Hawk erzielte K. Tervo mit 15 3/4. Die Hawks wurden während des Krieges nur vom Jagdgeschwader LentoLaivue 32 (später HävittäjäLentoLaivue) geflogen.

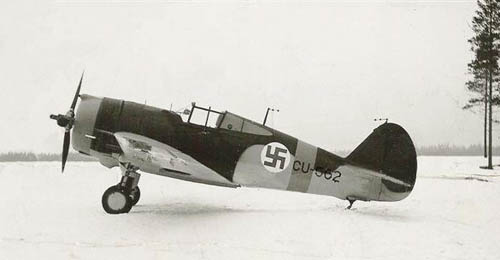
Finnische Hawk 75A-3

Anfangs waren die finnischen Hawks mit vier oder sechs 7,5-mm-Maschinengewehren ausgerüstet. In der Anfangsphase des Fortsetzungskrieges war dies noch ausreichend, doch mit zunehmender Geschwindigkeit und verbesserter Panzerung der sowjetischen Flugzeuge erwies sich diese Bewaffnung als nicht mehr leistungsfähig genug. Ab 1942 wurden von der finnischen State Aircraft Factory die Maschinengewehre im Rumpf durch eine oder zwei 12,7-mm-Colt-, Beresin-UB- oder LKk/42-MK und die MG in den Tragflächen durch jeweils zwei 7,7-mm-Browning-MG in jeder Tragfläche ersetzt. Die schwerere Bewaffnung schränkte die guten Flugeigenschaften der Hawk nicht ein, erhöhte jedoch die Schlagkraft gegen sowjetische Flugzeuge. Die finnischen Hawks waren außerdem mit einem Revi-3D- oder C/12D-Reflexvisier ausgerüstet. Die verbleibenden Flugzeuge waren bis 1948 im Dienst.

### Die Mohawk

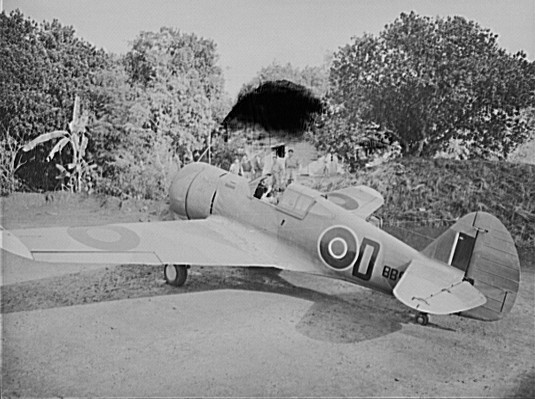
Eine Mohawk IV der RAF 1943 in Indien

Auch die Royal Air Force zeigte beträchtliches Interesse an dem Flugzeug. Der Vergleich einer geliehenen französischen Hawk 75A-2 mit einer Supermarine Spitfire Mk.I brachte zum Vorschein, dass die Hawk einige Vorteile gegenüber der frühen Variante des britischen Kultflugzeuges aufwies. Die Hawk hatte insbesondere im Sturzflug bei Geschwindigkeiten über 483 km/h eine ausgeglichenere Steuerung als die Spitfire. Dazu kamen ein besseres Manövriervermögen im Nahkampf aufgrund des weniger empfindlichen Höhenruders und eine überlegene Rundumsicht. Auch war die Hawk bei Start und Landung einfacher zu kontrollieren. Das überlegene Beschleunigungsvermögen und das Geschwindigkeitspotential der Spitfire ermöglichte dieser jedoch bessere Eingriffs- bzw. Abbruchsmöglichkeiten im Luftkampf.
Obgleich Großbritannien beschlossen hatte, das Flugzeug nicht zu kaufen, kam es bald in den Besitz von 229 Hawks. Der Bestand umfasste Flugzeuge, die von französischen Piloten nach England überflogen worden waren sowie nach der Kapitulation Frankreichs umgeleitete Schiffsladungen. Das Flugzeug erhielt den Namen Mohawk I bis IV, entsprechend den französischen Hawk 75A-1 bis A-4, und wurde mit 7,7-mm-MG Vickers K und konventionellem Leistungshebel (Volllast vorne) ausgerüstet. Da das Flugzeug nicht mehr den Anforderungen des europäischen Kriegsschauplatzes entsprach, wurden 72 Mohawks an Südafrika und mehrere weitere nach Indien und Burma weitergegeben. Zwölf Mohawks wurden an Portugal abgegeben, wo sie ab 1944 den Luftraum über den Azoren sicherten.

### Andere Staaten
Im April 1941 bestellte die indische Regierung 48 von Wright-Cyclone-Motoren angetriebene Hawk 75A-5, die von Hindustan Aircraft in Bangalore gebaut werden sollten. Die erste in Indien gebaute Maschine flog am 31. Juli 1942. Bis zum Abbruch des Projekts wurden vier weitere Maschinen fertiggestellt. In Indien gebaute Maschinen übernahm die Royal Air Force als Mohawk IV.
Auch Norwegen bestellte 24 vom Twin Wasp angetriebene Hawk 75A-6, von denen zum Zeitpunkt der deutschen Invasion in Norwegen 19 geliefert und sieben montiert waren. Keines der Flugzeuge war einsatzfähig. Die zerlegten Flugzeuge wurden von einem Zollangestellten – der die Instrumente zertrümmerte und alle Kabel, die er erreichen konnte, durchschnitt – unbrauchbar gemacht. Von den Deutschen erbeutete norwegische Hawks waren Teil jener Charge, die nach Finnland geschickt worden waren. Des Weiteren bestellte Norwegen 36 vom Wright-Cyclone-Motor angetriebene Hawk 75A-8, von denen die meisten an einen norwegischen Trainingsstützpunkt (von der norwegischen Exilregierung in London als Kleinnorwegen gegründet) nahe Toronto in Kanada geliefert wurden. Dort wurden sie als Fortgeschrittenentrainer genutzt. Im Jahr 1943 rief die USAAF sie zurück; einige wurden an Curtiss und der Rest nach Peru verkauft.
Die Niederlande bestellten 35 (später auf 24 reduziert) vom Wright-Cyclone-Motor angetriebene Hawk 75A-6. Infolge der deutschen Besetzung der Niederlande wurden diese Maschinen nach Niederländisch Ostindien umgeleitet. Dort wurden sie nach ihrer Ankunft im Jahr 1940 gegen die japanischen Invasoren eingesetzt.
Das Model 75H mit starrem Fahrgestell wurde von Curtiss für den Einsatz auf unvorbereiteten Pisten und wegen des geringeren Wartungsaufwands entwickelt. Die Vorführmaschine wurde im Jahr 1937 schließlich von der chinesischen Nationalregierung gekauft. Ein weiteres Vorführmodell, die Hawk 75Q mit einziehbarem Fahrwerk, wurde von Madame Chiang Kai-shek an Claire Lee Chennault, den Kommandeur der in China eingesetzten American Volunteer Group, übergeben. Einige Hawk 75M wurden von China mit offenbar geringem Erfolg gegen die Japaner eingesetzt. Mehrere Hawk 75N der Royal Thai Air Force kamen im Französisch-Thailändischen Krieg gegen Französisch-Indochina (zwei nicht bestätigte Abschüsse von französischen MS.406-Jägern) zum Einsatz. Argentinien erwarb einige vereinfachte Hawk 75O und eine Fertigungslizenz für diesen Typ. Hierauf wurden ab dem Jahr 1940 200 Flugzeuge hergestellt. Die argentinischen Hawks blieben bis 1954 im aktiven Dienst. Einzelne davon wurden von hochrangigen argentinischen Offizieren bis in die 1960er-Jahre in Betrieb gehalten.

## Gegenwart
Die einzige noch flugfähige Hawk 75 wurde von der „Fighter Collection“ in den Jahren 2002 bis 2004 restauriert. Die Hawk 75A-1 (No. 82) stammt aus der ersten Lieferung an die Armée del l’Air im Jahr 1939. Das Flugzeug war während der Schlacht um Frankreich in Toul stationiert. Die Hawk wurde kurz vor der Kapitulation Frankreichs nach Oran in Algerien verlegt, dort dann vom Vichy-Regime übernommen und während der Operation Torch gegen die US Navy eingesetzt. Nach dem Kriegsende war die Hawk noch bis 1949 in Cazaux in Westfrankreich als Fortgeschrittenentrainer im Einsatz. Danach wurde das Flugzeug von einem französischen Sammler eingelagert und in den 1980er-Jahren von Stephen Grey für die TFC erworben.

## Varianten
- Model 75A – Vorführmaschine, die mit verschiedenen Motorisierungen flog
- Model 75B – Prototyp mit Wright-R-1820-Motor
- Model 75D – erster Prototyp mit Wright-R-1670-Motor
- Model 75H – interne Bezeichnung für eine vereinfachte Exportversion mit festem Fahrwerk; zwei geringfügig unterschiedliche Flugzeuge wurden gebaut – das erste wurde an China verkauft, das zweite an Argentinien
- Model 75J – werkseigene 75A, zeitweise mit einem externen Ladergebläse ausgerüstet
- Model 75P – Serien-P-36A (Seriennummer 38-010), mit flüssigkeitsgekühltem Allison-V-1710-Motor ausgerüstet, Prototyp für die Curtiss P-40
- Model 75R – werkseigene 75A, zeitweise mit einem R-1830-SC2-G-Motor mit Turbolader ausgerüstet, erreichte 530 km/h Höchstgeschwindigkeit, erwies sich jedoch als zu komplex und unzuverlässig
- Y1P-36 (Model 75E) – USAAC-Prototyp, Pratt & Whitney-R-1830-Motor
- P-36A (Model 75L) – USAAC-Version
- P-36B – Serien-P-36A mit einem R-1830-25-Motor mit 1100 PS (820 kW) ausgerüstet, erreichte 504 km/h; wurde in eine P-36-A zurückgebaut
- P-36C – ein zusätzliches 7,62-mm-MG wurde in jeder Tragfläche eingebaut, mit externen Munitionsbehältern unter den Tragflächen, R-1830-17-Motor mit 1200 PS (895 kW), die letzten 30 Serienflugzeuge wurden als P-36C fertiggestellt
- XP-36D – modifizierte Serien-P-36A mit zwei 12,7-mm-MG in der Nase und vier 7,62-mm-MG in den Tragflächen
- XP-36E – Serien-P-36A mit vier 7,62-mm-MG in den Tragflächen; die Standardbewaffnung in der Nase wurde beibehalten
- XP-36F – Serien-P-36A mit zwei 23-mm-Madsen-Kanonen unter den Tragflächen; zurückgebaut in eine P-36A, weil die Kanonen die Höchstgeschwindigkeit auf 427 km/h reduzierten
- P-36G – Hawk 75A-8, bestimmt für Norwegen, jedoch durch die US-Regierung nach der Besetzung Norwegens beschlagnahmt, Wright-R-1820-G205A-Motor mit 1200 PS (895 kW). Wurde zunächst als Fortgeschrittenentrainer für die Free Norwegian Forces in Kanada genutzt, 1943 wurden die Flugzeuge zwischen der USAAF und Curtiss aufgeteilt. Da die P-36G veraltet war und dazu einen anderen Motor als die US-Variante hatte, wurden alle zwölf USAAF-Flugzeuge im Rahmen des Lend-Lease-Vertrages an Peru übergeben.
- Hawk 75A-1 – französische Exportversion, 4 × 7,62-mm-MG, R-1830-SC-G-Motor 900 PS (671 kW), britische Flugzeugbezeichnung Mohawk I
- Hawk 75A-2 – französische Exportversion, R-1830-SC2-G-Motor mit 1.050 PS (783 kW), 6× 7.62 mm MG, britische Flugzeugbezeichnung Mohawk II
- Hawk 75A-3 – französische Exportversion, Hawk 75A-2 mit R-1830-S1C3G-Motor mit 1200 PS (895 kW), britische Flugzeugbezeichnung Mohawk III
- Hawk 75A-4 – französische Exportversion, Hawk 75A-2 mit Wright-R-1820-G205A-Cyclone-Motor mit 1200 PS (895 kW), britische Flugzeugbezeichnung Mohawk IV
- Hawk 75A-5 – unter Lizenz in China gebaut (Produktion wurde später nach Indien verlagert), in die RAF als Mohawk IV übernommen
- Hawk 75A-6 – norwegische Exportversion, erbeutete Flugzeuge gingen an Finnland
- Hawk 75A-7 – niederländische Exportversion, nach der deutschen Besetzung der Niederlande umgeleitet nach Niederländisch Ostindien, alle zwanzig Flugzeuge wurden von den vorrückenden Japanern im Februar 1942 zerstört
- Hawk 75A-9 – zehn Flugzeuge für Persien, noch in Kisten von den Briten erbeutet und von der RAF in Indien als Mohawk IV genutzt
- Hawk 75M – vereinfachte Version mit festem Fahrgestell und Wright-R-1820-Cyclone-Motor für China, von Curtiss und der Central Aircraft Manufacturing Company in China gebaut
- Hawk 75N – vereinfachte Version für Siam,
- Hawk 75O – vereinfachte Version für Argentinien, 29 von Curtiss gebaut, zusätzlich 200 Lizenzbauten durch die Fabrica Militar de Aviones
- Hawk 75Q – zwei zusätzliche, vereinfachte Vorführflugzeuge für China
- XP-37 – mit flüssigkeitsgekühltem Allison V-1710, Cockpit wurde zum Heck des Flugzeugrumpfs hin versetzt
- YP-37 – 13 Vorserienflugzeuge der XP-37
- XP-42 (Model 75S) – Versuchsflugzeug zum Testen von stromlinienförmigen Motorabdeckungen für luftgekühlte Motoren

## Technische Daten
| Kenngröße             | Daten der Curtiss P-36A                                                       |
| --------------------- | ----------------------------------------------------------------------------- |
| Besatzung             | 1                                                                             |
| Länge                 | 8,68 m                                                                        |
| Spannweite            | 11,38 m                                                                       |
| Höhe                  | 2,80 m                                                                        |
| Leermasse             | 2116 kg                                                                       |
| max. Startmasse       | 2661 kg                                                                       |
| Antrieb               | ein Pratt & Whitney R-1830-SC-G Twin Wasp-13 mit 1050 PS/783 kW Startleistung |
| Höchstgeschwindigkeit | 518 km/h                                                                      |
| Dienstgipfelhöhe      | 10.300 m                                                                      |
| Reichweite            | 1320 km                                                                       |
| Bewaffnung            | ein 7,62-mm-MG, ein 12,7-mm-MG                                                |